# Metro de Medellín

Logo Metro de Medellin

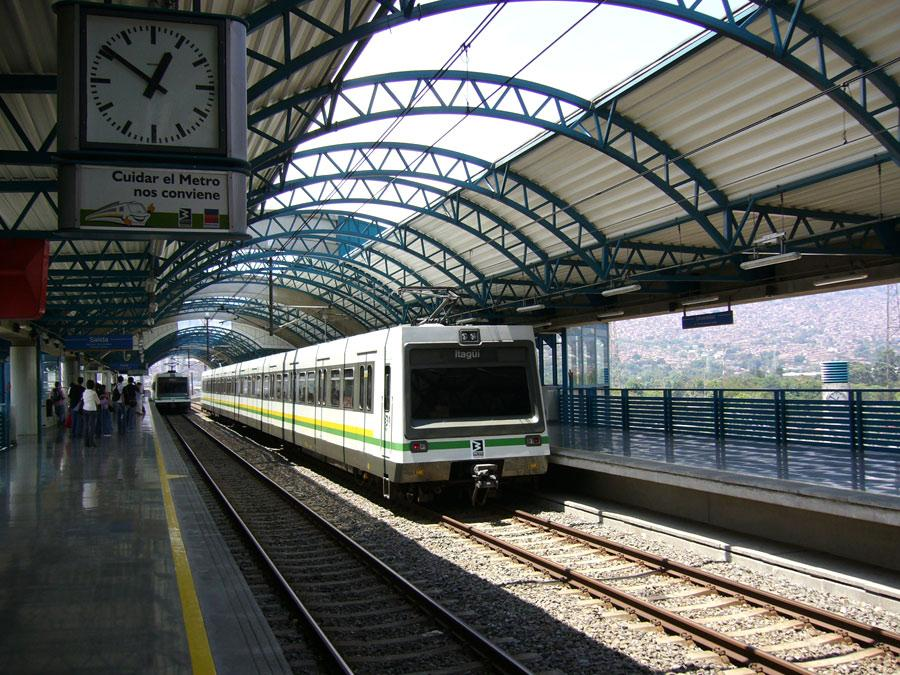
Bahnhof der Metro de Medellín

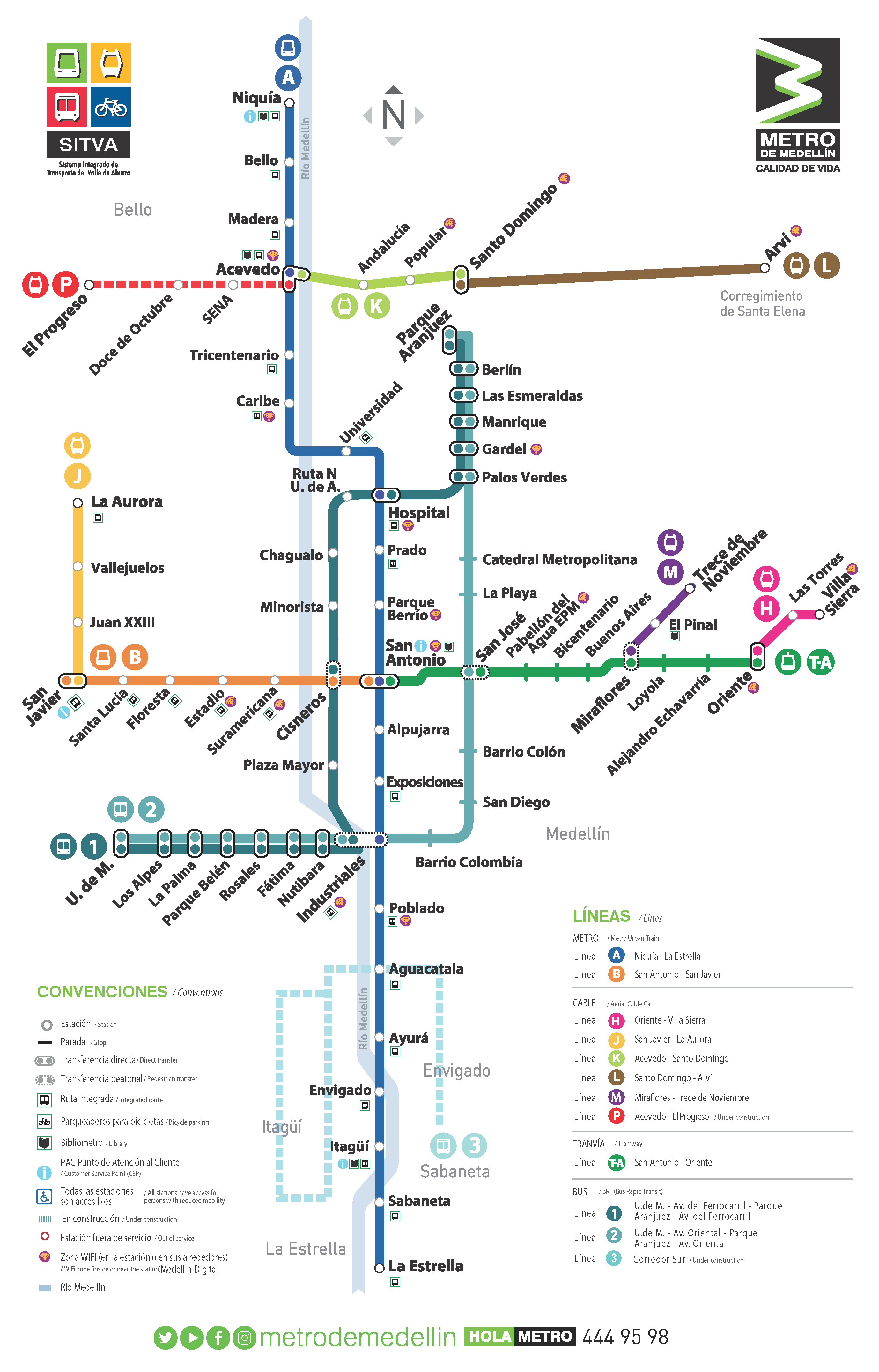
Netzplan der Metro de Medellín mit den in das System integrierten Schnellbussen

Die Metro de Medellín ist ein Nahverkehrssystem im Ballungsraum der kolumbianischen Stadt Medellín. Sie ist die einzige Hochbahn Kolumbiens. Der Großraum Medellín liegt im Aburrá-Tal und besteht aus zehn Städten. Aufgrund der industriellen Entwicklung seit den 1930er Jahren wächst das Gebiet ständig. Vorläufer der Hochbahn war die Straßenbahn (tranvía), die zu Beginn des 20. Jahrhunderts gebaut wurde. Aus ihr entwickelte sich schließlich die Hochbahn, deren Betreibergesellschaft Empresa de Transporte Masivo del Valle de Aburrá – Metro de Medellín Ltda am 31. Mai 1979 gegründet wurde. Derzeit ist die Hochbahn Medellín mit ca. 1,23 Mrd. Euro verschuldet. Diese Schulden sollen in den nächsten 50 bis 60 Jahren getilgt werden.

## Geschichte
Die Eisenbahngeschichte in Kolumbien und im Bezirk Antioquia war nicht sehr anders als die Industrialisierungsprozesse, die zum Ende des 19. Jahrhunderts eingesetzt haben. Sie unterlagen Einschränkungen aufgrund sozialer und politischer Konflikte in diesem südamerikanischen Land. Der Bezirk Antioquia und die Region Paisa trieben den Bau eines Eisenbahnnetzes voran und fanden rasch Anschluss an die Verkehrswege des restlichen Landes.
Obwohl die Ferrocarriles de Antioquia (Eisenbahn Antioquia) ein jähes Ende nahmen und heute noch sogenannte Bahnstädte daran erinnern, wuchs die Bedeutung der Strecke im Ballungsraum.
Das schnelle Wachstum der Stadt, besonders ab den 1960er Jahren, füllte das gesamte Aburrá-Tal aus. Dies führte dazu, dass die Städte des Tals in den Mittelpunkt der nationalen Wirtschaft rückten und deren Stadträte dazu zwang, nicht mehr nur kommunal zu denken, sondern Verantwortung für ein komplexes Großstadtsystem zu übernehmen, vergleichbar mit denen der Industrieländer.
Die Hochbahn änderte das Bild einer Stadt, die für Gewerbe und Industrie gebaut wurde, allerdings den Tourismus vernachlässigte.
Die Stadtverwaltung Medellíns hat 1979 gemeinsam mit der Lokalregierung von Antioquia ein Unternehmen gegründet, das für die Verwaltung und den Betrieb der Hochbahn verantwortlich sein sollte. 1980 wurde ein Entwurf der Hochbahn den Vertretern der Staatsregierung vorgelegt, der vom Staatlichen Rat der Wirtschaft und Sozialen Angelegenheit 1982 genehmigt wurde. Außerdem wurde genehmigt, dass der Bau vollständig an eine externe Firma abgegeben werden konnte, sodass 1984 deutsche und spanische Firmen mit dem Bau beauftragt wurden.
Die Jungfernfahrt fand am 30. November 1995 um 11 Uhr Ortszeit zwischen den Stationen Niquía und Poblado statt. Der restliche Abschnitt nahm spätestens im September 1996 den kommerziellen Betrieb auf. Die Hochbahn wurde von der Bevölkerung mit Freude aufgenommen und hatte zur Folge, dass der Tourismus der Stadt deutlich gefördert wurde. Außerdem wurden die Grenzen der „armen“ und „reichen“ Stadtteile aufgeweicht.
Die Reisezeiten verkürzten sich drastisch. Ein Arbeiter benötigte von Bello nach Envigado zwei Stunden mit dem Bus, mit der Hochbahn verkürzte sich die Fahrtdauer auf nur noch eine halbe Stunde.
Darüber hinaus hat die Hochbahn den öffentlichen und kulturellen Bereich mit Plätzen, Restaurants, Freizeiteinrichtungen gefördert.

## Betrieb
Täglich benutzen rund 460.000 Fahrgäste die Metro. Sie verkehrt von 5 Uhr bis 22 Uhr, am Wochenende von 7 bis 22 Uhr. Die Fahrtenfrequenz der Züge liegt zwischen drei Minuten zu den Hauptverkehrszeiten und 10 Minuten in der übrigen Zeit.
Während der Hauptverkehrszeiten am Morgen und Abend verkehren einige Züge zwischen Niquía und San Javier über eine Verbindungsstrecke zwischen Caribe (Linie A) und Suramericana (Linie B). Diese Strecke verläuft vollständig ebenerdig.
Auf beiden Linien werden zwei Baureihen verwendet, die über eine Oberleitung mit 1500 Volt Gleichstrom versorgt werden. Als Erstausstattung wurden von Siemens und MAN 42 dreiteilige Züge beschafft, die vor einiger Zeit modernisiert wurden. Seit 2009 werden die Fahrzeuge von insgesamt 38 dreiteiligen Zügen ergänzt, die bis 2016 bei CAF gebaut wurden. Beide Baureihen werden Bedarfsweise auch in Doppeltraktion eingesetzt.
In das System sind auch drei Schnellbuslinien integriert, die die Liniennummern 1,2 und O tragen.
Der Ansager mit der sonoren Stimme in den Zügen und auf den Metrostationen ist John Bayron Romero Palacio.

### Linie A
Die Strecke der Linie A besteht aus 21 Stationen und verläuft 28,5 km in Nord-Süd-Richtung von Niquía nach La Estrella. Sieben der 21 Haltestellen im Stadtzentrum sind auf Viadukten gebaut, der Rest der mit Oberleitung betriebenen Strecke verläuft ebenerdig. Die Bahnsteiglänge beträgt 142 m, jedoch wird diese nicht voll ausgenutzt, da man kürzere Züge mit nur drei Wagen verwendet. Eine Fahrt von Endhaltestelle zu Endhaltestelle dauert etwa 40 Minuten. Die Linie verbindet Medellín (14 Stationen) mit den Nachbargemeinden Bello im Norden mit drei Stationen und Envigado, Itagüí, Sabaneta und La Estrella im Süden mit jeweils einer Station.

### Linie B
Diese Linie besteht aus sieben Stationen, einschließlich des Umsteigebahnhofs San Antonio B und verläuft von Ost nach West. Bis auf eine Station, die ebenerdig angelegt ist, befinden sich die anderen auf Viadukthöhe. Eröffnet wurde die Linie am 28. Februar 1996. Die Bahnsteige sind hier nur 72 m lang, eine Fahrt der gesamten Strecke dauert elf Minuten.

## Ergänzung durch Seilbahnen

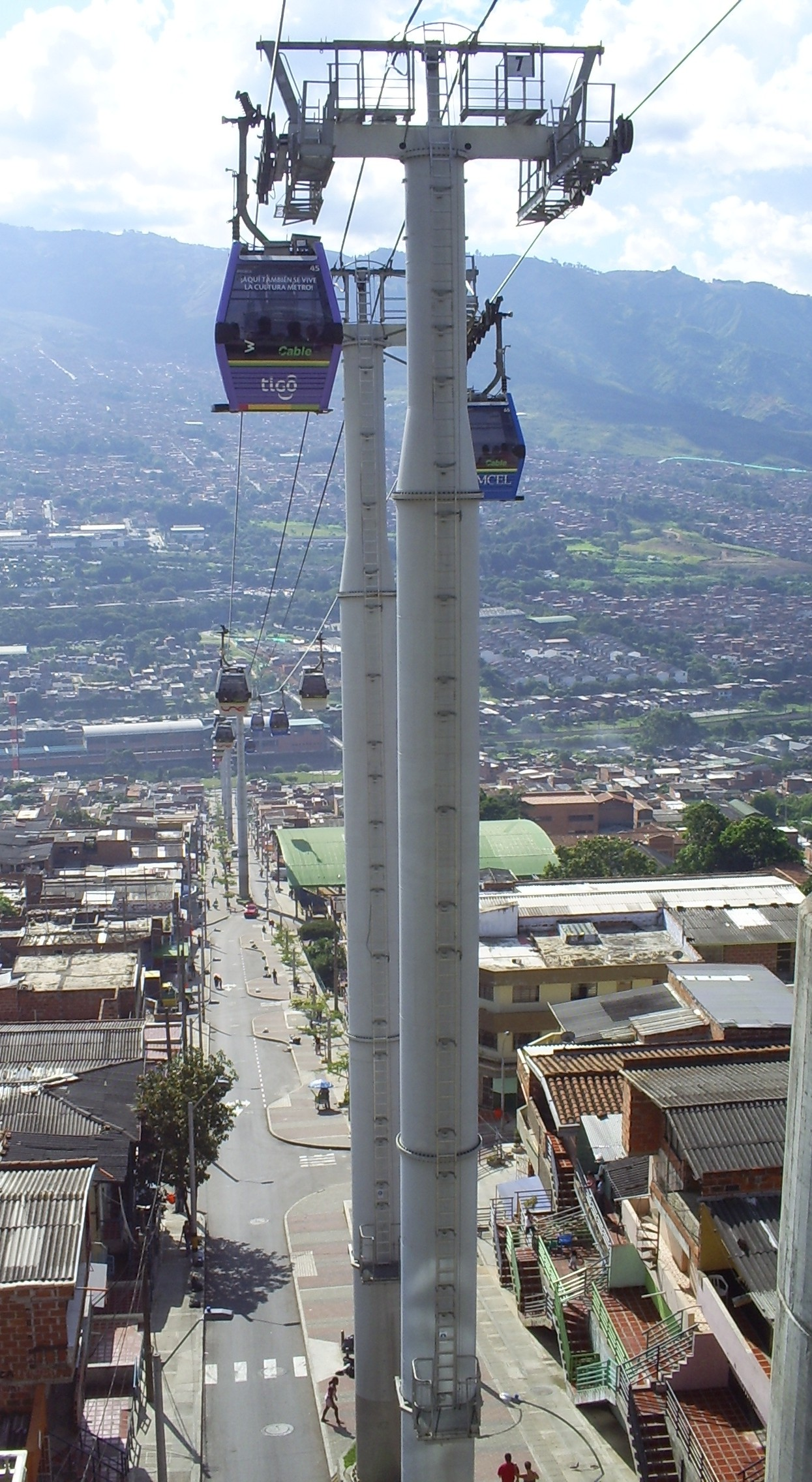
Metro Cable Linie K über der Calle 107 im August 2007

### Linie K (Metrocable)
Am 30. Juli 2004 wurde eine neue Strecke als Seilbahn mit der Linie K eingeweiht. Die Linie beginnt in der Acevedo Station (6° 18′ 1,1″ N, 75° 33′ 30,3″ W) und führt die gut zwei Kilometer hoch zum Bezirk Domingo Savio (6° 17′ 35,2″ N, 75° 32′ 30,6″ W). Im Juni 2024 kam es bei der Einfahrt einer Gondel in die Station Popular zu ihrem Absturz aus zehn Metern Höhe. Einer der zehn Insassen der Gondel verstarb.

### Linie J (Metrocable)
Im November 2007 wurde die Linie J (Seilbahn) mit vier weiteren Stationen in Betrieb genommen. Die Strecke beginnt an der Metro-Station San Javier, die die Endstation der Linie B ist, und führt hoch zum Bezirk La Aurora.

### Linie L (Metrocable)
Im März 2010 wurde eine weitere Seilbahnstrecke als Linie L in Betrieb genommen. Sie beginnt an der Endhaltestelle der Linie K in Santo Domingo und führt über den Berg zum Parque Natural Arví, der auf einem Hochplateau liegt. Sie ist hauptsächlich für den Tourismus gebaut worden und wird nicht in das städtische Metro-Netz integriert, was bedeutet, dass man für eine Fahrt mit der Linie L ein besonderes Ticket lösen muss.

### Linie H (Metrocable)
Die Linie führt von der östlichen Endstation der Ayacucho-Tram 1,4 Kilometer Richtung Nordosten zur Station Villa Sierra.

### Linie M (Metrocable)
Die Linie M wurde 2019 eröffnet und verbindet die Station Miraflores der Ayacucho-Tram mit der etwa einen Kilometer nordöstlich gelegenen Station 13 de Noviembre.

## Linie T-A (Translohr)
Darüber hinaus ist auch die 2015 nach dem System Translohr eröffnete Linie T-A in das System der Metro integriert. Hierbei handelt es sich um eine sogenannte Tramway sur pneumatiques, französisch für „Straßenbahn auf Gummireifen“.

## Linie E (Straßenbahn)
Die ursprünglich als Metro de la 80 bezeichnete neue Linie E wird bei einer Streckenlänge von 13,3 Kilometern 17 Haltestellen anfahren, sie wird ab 2023 gebaut und voraussichtlich 2027 eröffnet werden. Die Route verläuft entlang der Avenida 80 zwischen den Stationen Aguacatala und Caribe, wo jeweils Anschluss an die Linie A bestehen wird. Unterwegs gibt es an der Station Floresta Anschluss zu den Linien B und O. Im Gegensatz zur Linie T-A wird sie als konventionelle Straßenbahn realisiert, wobei eine Trassierung auf eigener Trasse und auf den Mittelstreifen bestehender Straßen vorgesehen ist. Der Bau der Strecke, der von der China Railway Construction Company und Mota-Engil durchgeführt wird, beträgt ca. 760 Mio. US-Dollar, von denen 30 Prozent von der Stadt Medellín und der Region Antioquía sowie 70 Prozent von der Zentralregierung beigesteuert werden.